# Maniero

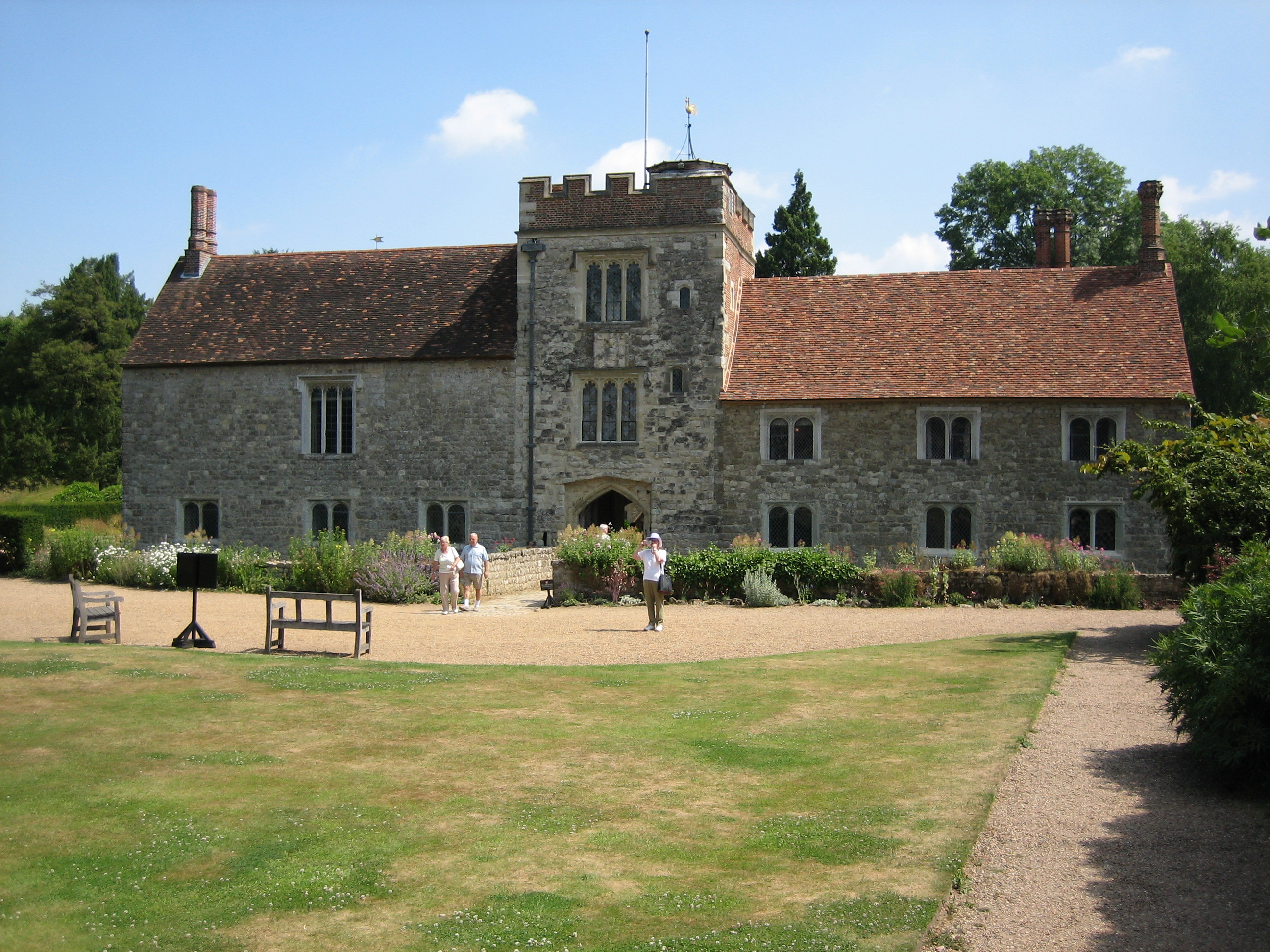
Ightham Mote, una manor house del XIV secolo nel Kent, Inghilterra

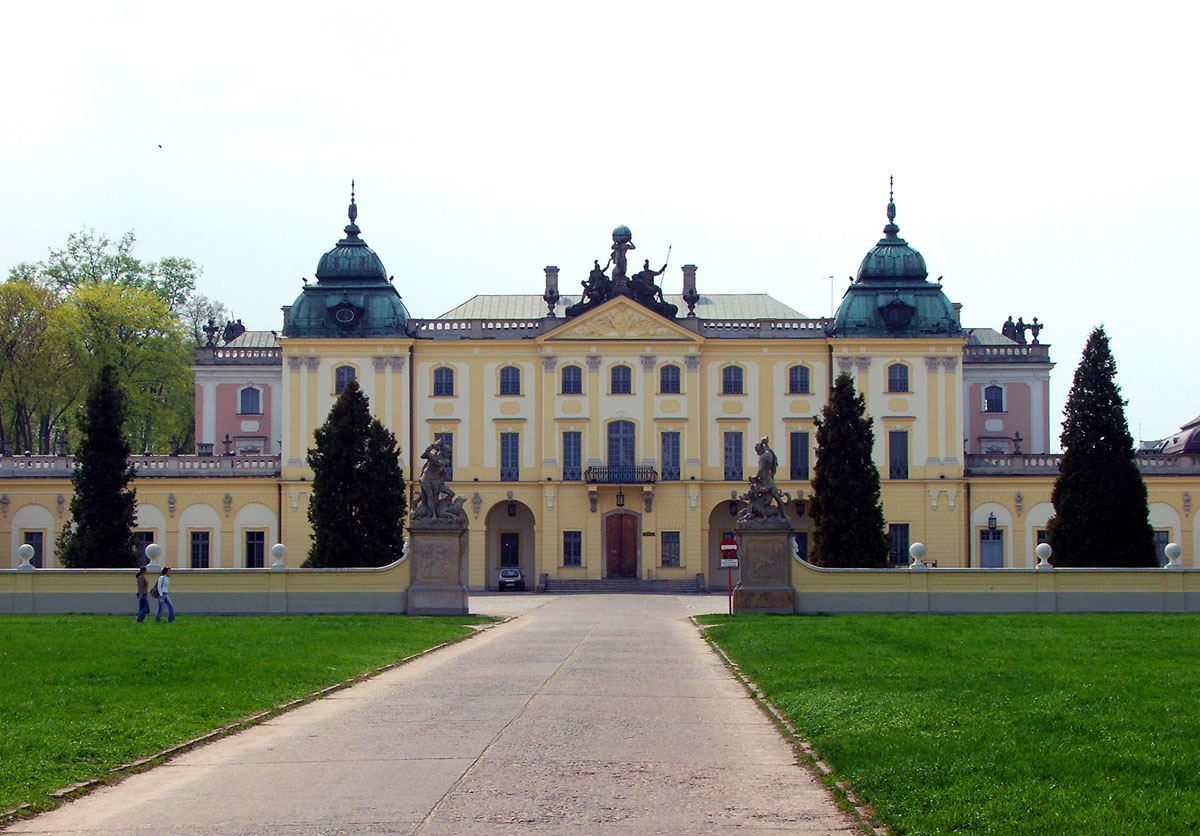
Palazzo Branicki, residenza del XVIII secolo a Białystok, Polonia

Un maniero (in inglese manor house) o maniero fortificato è un edificio di campagna, che era storicamente il centro amministrativo di una manor (vedi corte), la più piccola unità territoriale organizzata del sistema feudale in Europa. La differenza principale tra il maniero ed il castello sta nelle dimensioni più ridotte del primo e nel fatto che in esso le fortificazioni sono meno importanti, proprio perché il castello svolge principalmente una funzione militare mentre il maniero una funzione di centro amministrativo.
Il termine maniero è talvolta però applicato anche alle country house nobiliari, in particolare come termine tecnico per case minori di origine tardo medievale, un tempo fortificate e che vennero ristrutturate nei secoli successivi secondo svariati stili, poiché ormai erano destinate più all'ostentazione del proprio status, che alla difesa.

## Storia e architettura
In termini generali, il maniero era la casa di abitazione di un feudatario, abitata solo occasionalmente, se il signore era proprietario di molti manieri. Come tale era il luogo in cui si svolgevano le sessioni del suo Manor Court. A volte veniva nominato un amministratore o siniscalco per controllare e gestire la proprietà signorile. L'amministrazione ordinaria era delegata ad un balivo o ad un reeve.
Anche se non sempre venivano dotati di possenti fortificazioni come in un castello, molti manieri erano comunque fortificati almeno in parte: erano racchiusi all'interno di mura o circondati da un fossato superato da un ponte levatoio; nei pressi del maniero o dentro di esso, vi era poi spesso collocata anche la fattoria con i magazzini e tutte le costruzioni necessarie alla manutenzione (come stalle, maniscalcheria, ecc.). Organizzati per la difesa soprattutto contro i ladri e razziatori, i manieri erano spesso dotati di piccole portinerie e torri, ma non erano forniti di torri di grandi dimensioni o facciate alte, in modo da resistere ad un assedio. La caratteristica principale del maniero era la sua grande sala, alla quale vennero poi annessi appartamenti, quando il venire meno delle guerre feudali, consentì lo svolgersi di una vita familiare più pacifica.
Dall'inizio del XVI secolo, i manieri ed i piccoli castelli iniziarono ad acquisire le caratteristiche e le comodità delle residenze di campagna dei gentiluomini. Queste trasformazioni del tardo XVI secolo diedero luogo alla nascita di piccoli castelli rinascimentali in Francia e di mansion di campagna in stile elisabettiano e giacobita in Inghilterra.

## Architetture dei manieri francesi

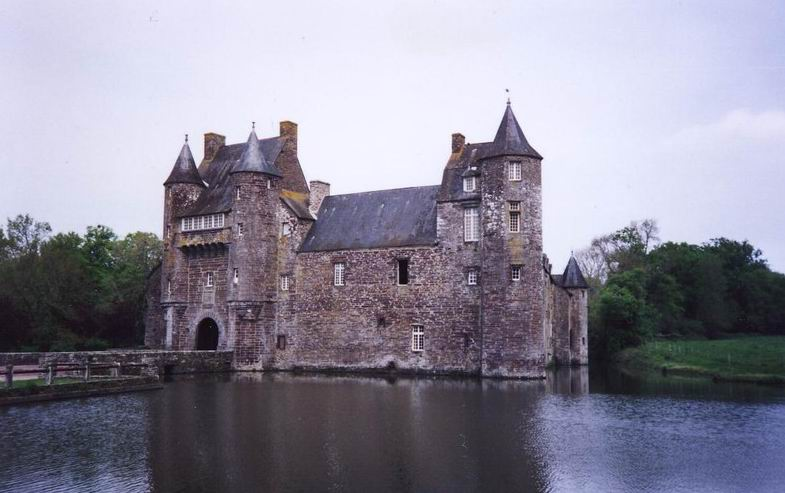
Château de Trécesson, un maniero del XIV secolo a Morbihan, Bretagna

In Francia i termini château o manoir vengono spesso utilizzati per descrivere un maniero francese. Maison-forte è un altro termine francese per descrivere un maniero fortificato, racchiuso in un doppio livello di mura di cinta, con ponte levatoio ed una grande sala al piano terra (salle basse) usata per ricevere i contadini. La salle basse era anche il luogo in cui si teneva la manor court. La salle haute o sala superiore, era riservata al signore ed era utilizzata per ricevere gli ospiti di alto rango, spesso accessibile da una scala esterna a spirale. Era comunemente "aperta" fino alle capriate del tetto, come nelle analoghe case inglesi. Questa sala più grande e più finemente decorata era di solito al di sopra di quella a piano terra. Le chambres private del signore e della sua famiglia erano spesso ubicate vicino alla sala superiore, erano dotate di un loro caminetto privato (finemente decorato) e spesso una latrina.
Oltre ad avere le due sale, molte case padronali francesi avevano anche una porta fortificata, torri di guardia e mura di cinta dotate di feritoie per lanciare frecce o sparare con un fucile o una pistola per una maggiore protezione. Alcuni grandi manieri del XVI secolo, come il Castello Kerjean nel Finistère, in Bretagna, erano anche dotati di fossati e di postazioni per cannoni. Questi accorgimenti difensivi permettevano alle maisons-fortes e ai manieri rurali di essere al sicuro da un colpo di mano, perpetrato da una banda armata, molto frequente nel corso della travagliata guerra dei cent'anni e durante le guerre di religione francesi, ma non potevano resistere ad un assedio intrapreso da un esercito regolare.

## Manieri nel Nord Europa

### Isole della Manica
- Sausmarez Manor a Guernsey
- Flamborough Manor
- Longueville Manor, Jersey
- Sark Manor, Sark

### Danimarca
- Berritzgaard Manor
- Børglum Abbey
- Clausholm Castle
- Dragsholm Castle
- Castello di Egeskov
- Fuglsang Manor
- Castello di Gavnø
- Glorup Manor
- Krogerup Manor
- Nysø Manor
- Castello di Rosenholm
- Svanholm Manor
- Vemmetofte Convent

### Inghilterra
- Alford Manor House
- Ascott-under-Wychwood Manor
- Ashton Court
- Avebury Manor
- Aydon Castle, Northumberland
- Barrington Court
- Baddesley Clinton
- Bank Hall, Bretherton
- Barkham Manor, Berkshire
- Beachborough Manor
- Begbroke Manor, Oxfordshire
- Bettiscombe Manor
- Birtsmorton Court
- Bitterne Manor
- Bletchingdon Manor
- Boarstall Tower
- Boothby Hall
- Bradninch
- Bramall Hall
- Bromley Palace
- Brooksby Hall
- Brympton d'Evercy
- Bucknell Manor
- Burghley House
- Calcot Manor
- Chambercombe Manor
- Chavenage House
- Cheddington
- Chenies Manor House
- Childwickbury Manor
- Clevedon Court
- Cothay Manor
- Cothelstone Manor
- Cranborne
- Desning Hall
- Duns Tew Manor
- East Riddlesden Hall
- Edlingham Castle
- Etal Manor in Ford Castle e Etal Castle
- Farleigh House
- Finchcocks
- Gainsborough Old Hall
- Garsington Manor
- Gidea Hall
- Great Chalfield Manor
- Great Snoring/Snoring Magna Manor
- Great Tew Manor
- Greaves Hall
- Grimshaw Hall
- Groby Old Hall
- Garsington Manor
- Halsway Manor
- Halswell House
- Hampton Gay Manor—distrutto
- Harlaxton Manor
- Hartham Park, Corsham
- Hatfield House
- Hinxworth Place
- Hestercombe House
- Hever Castle, Kent
- Hughenden Manor
- Holly Tree House, Benfleet
- Ightham Mote
- Icomb Place
- Kelmscott Manor
- Kemerton Court
- Kirby Muxloe Castle
- Knole House
- Lambton Castle
- Langdon Court
- Les Augres Manor
- Lesingham House
- Levens Hall
- Linford Manor
- Little Barford
- Little Snoring Manor
- Little Tew Manor
- Lytes Cary
- Montacute House
- Manor House Hotel, Castle Combe
- Newton Surmaville
- Northborough, Cambridgeshire
- Nunnington Hall
- Orchardleigh Estate
- Oxon Hoath
- Owlpen Manor
- Pixton Park
- Poundisford Park
- Rivington Hall
- Roos Hall
- Rufford Old Hall
- Sandhill Park
- Sawston Hall
- Scotney Castle
- Shutford Manor
- Simpson's Place
- Snowshill Manor
- Somerton Castle
- Speke Hall
- Stanford Hall
- Stockbridge Manor
- Stokesay Castle
- Ston Easton Park
- Stourhead
- Sturminster Newton
- Sulgrave
- Sutton Court
- The Manor House Bishop Bridge
- Theobalds
- Thorndon Hall
- Tretower Court
- Tyntesfield
- Ufton Court
- Waddesdon Manor
- Walton Hall, Milton Keynes
- Wanborough Manor
- Washington Old Hall (casa degli antenati di George Washington)
- Water Eaton Manor
- Whalton Manor
- Wightwick Manor
- Wilderhope Manor on Wenlock Edge
- Wingfield Manor
- Woodeaton Manor
- Woodstock Manor
- Woolsthorpe Manor
- Yalding Manor
- Yarnton Manor

### Estonia

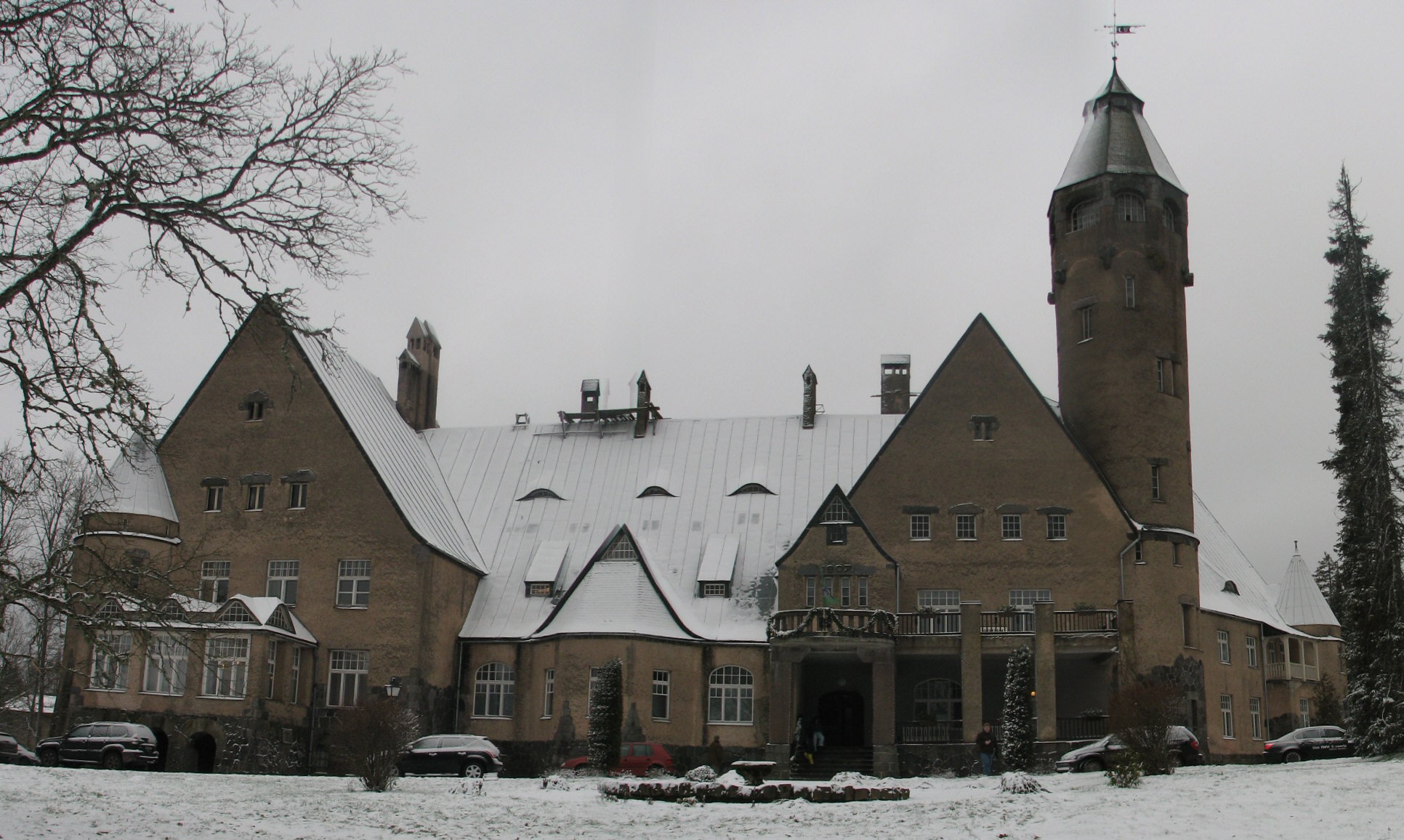
Maniero di Taagepera

- Alatskivi Manor, Alatskivi Parish, Tartu County
- Aaspere Manor, Haljala Parish, Lääne-Viru County
- Luke Manor, Nõo Parish, Tartu County
- Mooste Manor, Mooste Parish, Põlva County
- Palmse Manor, Vihula Parish, Lääne-Viru County
- Pädaste Manor, Muhu Parish, Saare County
- Riisipere Manor, Nissi Parish, Harju County
- Roosna-Alliku Manor, Roosna-Alliku Parish, Järva County
- Tenuta di Sagadi, Vihula Parish, Lääne-Viru County
- Taagepera Manor, Helme Parish, Valga County
- Vaimõisa Manor, Märjamaa Parish, Rapla County

### Germania settentrionale

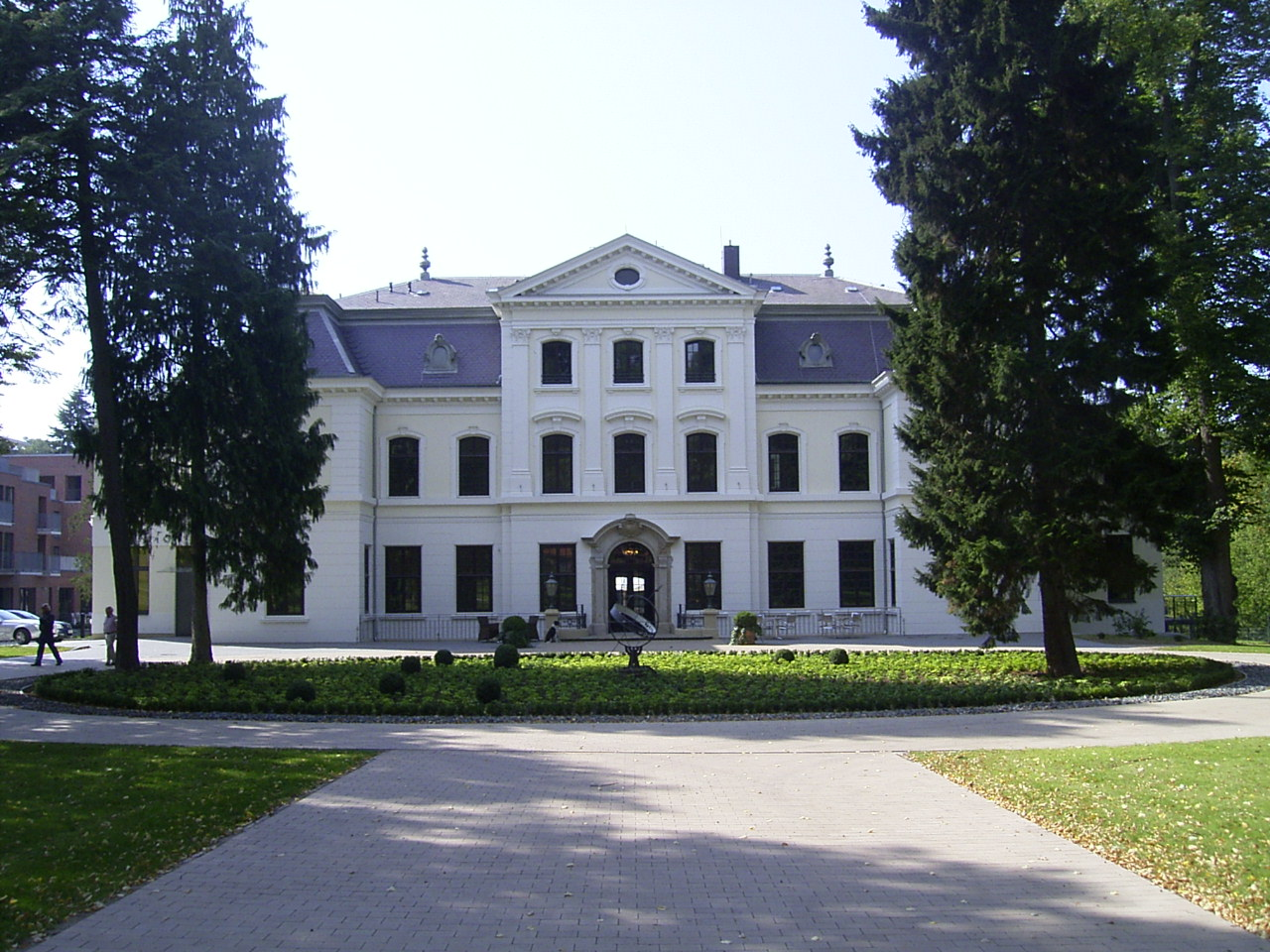
Wellingsbüttel Manor

- Gut Altenhof ad Altenhof (Schleswig-Holstein)
- Gut Blomenburg a Selent
- Gut Brodau a Ostholstein
- Gut Emkendorf a Emkendorf
- Gut Knoop a Kiel (Schleswig-Holstein)
- Gut Krummbek
- Gut Panker a Ostholstein
- Gut Projensdorf nei pressi di Kiel (Schleswig-Holstein)
- Gut Salzau a Fargau-Pratjau
- Gut Wahlstorf a Otterndorf
- Gut Wellingsbüttel
- Gut Wotersen nel comune di Roseburg (Circondario del ducato di Lauenburg, Schleswig-Holstein)
- Schloss Ahrensburg a Ahrensburg
- Castello di Glücksburg a Glücksburg
- Nütschau Priory a Travenbrück

### Irlanda
- Dunboy Castle, Beara Peninsula nel sud-ovest dell'Irlanda
- Ballylickey Maniero sulla Bantry Bay
- Temple House, Ballymote, Contea di Sligo
- Mount Juliet Estate Manor House, Contea di Kilkenny
- Temple House Manor, Contea di Westmeath
- Bunratty House, Contea di Clare

### Olanda
- Huis Doorn

### Nord Irlanda
- Killadeas, 'Manor House Hotel', Contea di Fermanagh
- Richhill Castle, Contea di Armagh[3]

### Norvegia
- Austrått Manor
- Damsgård Manor
- Eidsvollsbygningen
- Fossum hovedgård
- Frogner Hovedgård
- Frogner Hovedgård (Skien)
- Linderud gård
- Jarlsberg Hovedgård
- Store Milde Hovedgård

### Scozia
- Brodie Castle

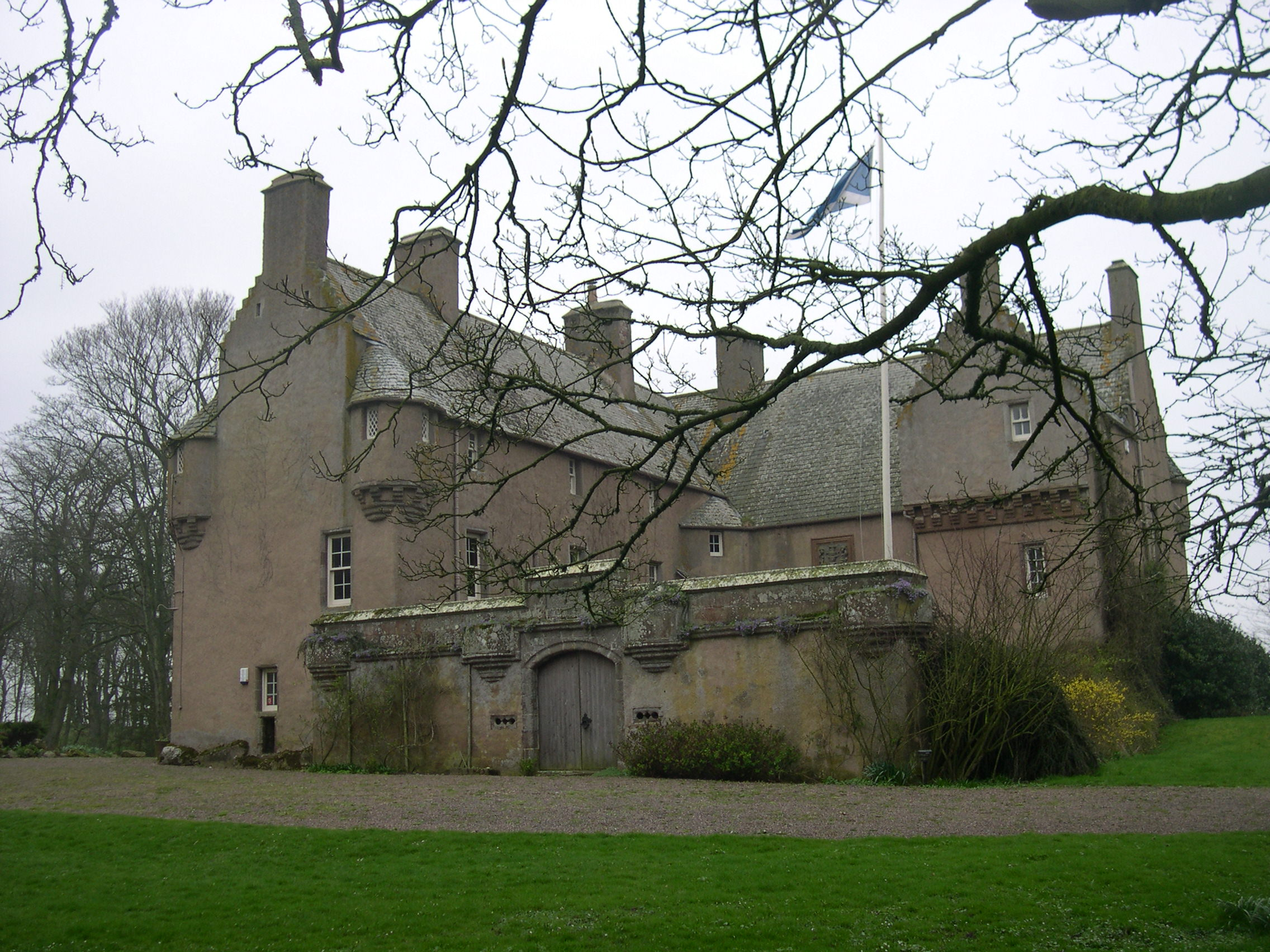
Muchalls Castle, manor del XVII secolo nell'Aberdeenshire, Scozia

- Drum Castle, inizialmente tower house del XIII secolo.
- Haddo House
- House of Dun
- Monboddo House
- Muchalls Castle
- Raasay

### Svezia
- Augerum
- Charlottenborg
- Djupadals
- Elleholms
- Göholms
- Halltorp
- Harpsund
- Marielund
- Övralid
- Skärva
- Ström
- Tromtö

### Galles
- Bodysgallen Hall near Conwy Castle
- Gwydir Castle, Conwy valley
- Weobley Castle, Gower
- Tretower Court vicino Crickhowell
- Llancaiach fawr vicino Abercynon ed Ystrad Mynach

## Manieri nell'Europa occidentale

### Francia
| - Château d'Harcourt in Eure, Normandia. - Château de Beaumont-le-Richard in Calvados, Normandia. - Château de Bienassis in Côtes-d'Armor, Bretagna. - Château de Bonnefontaine in Ille-et-Vilaine, Bretagna. - Château de Gratot in Manche, Normandia. - Château de Hac, Côtes-d'Armor, Bretagna - Manoir de Kerazan in Finistère, Bretagna. - Château de Kérouzéré in Finistère, Bretagna. - Château de Milandes in Dordogna, Aquitania. |  | - Château de Pirou in Manche, Normandia. - Château du Plessis-Josso in Morbihan, Bretagna. - Château de Puymartin in Dordogne, Aquitania. - Château de la Roche-Jagu in Côtes-d'Armor, Bretagna. Importante dal punto di vista strategico maison-forte nel Trégor. - Château des Rochers-Sévigné in Ille-et-Vilaine, Bretagna. - Château de Rustéphan nel Finistère, Bretagna. Rovine di un grande maniero del XV–XVI secolo. - Château de Trécesson in Morbihan, Bretagna. - Manoir de Dur-Écu, manor del XVI secolo Urville-Nacqueville, Normandia. - Manoir de Mézarnou, manor del XVI secolo nel Finistère, Bretagna (in restauro). |

## Manieri in Europa centrale

### Polonia
- Bachorza manor
- Branicki Palace, Białystok
- Castle in Pszczyna
- Dzików Castle
- Jabłonna Palace
- Kozłówka Palace
- Krasiczyn Palace
- Książ
- Przyszowice
- Turew
- Wilanów Palace

### Slovenia
- dvorec Trebnik
- grad Snežnik

## Manieri in Europa meridionale

### Spagna
- Pazo
- Parador

### Portogallo
- Pousadas de Portugal
- Paço de Lanheses

### Italia
In Italia i manieri sono tipici del Piemonte, dove vengono chiamati comunemente Castej, come gli Chateau francesi:
- Castello di Montalto Dora, Montalto Dora TO
- Castello di Agliè, Agliè TO
- Castello di Mazzè, Mazzè TO
- Castello di Vettignè, Santhià VC
- Castello di Masino, Caravino TO
- Castello di Gabiano, Gabiano AL
- Castello di Grinzane Cavour, Grinzane Cavour CN
- Castello Nuovo di Rovasenda, Rovasenda VC
- Castello di Viale, Viale d'Asti AT
- Castello di Prunetto, Prunetto CN
- Castello dei Nove Merli, Piossasco TO
- Castello Svevo, Augusta  SR

## Manieri in Asia

### Sri Lanka
- Temple Trees
- Sirimathipaya Mansion
- Lighthouse

### Nuova Zelanda

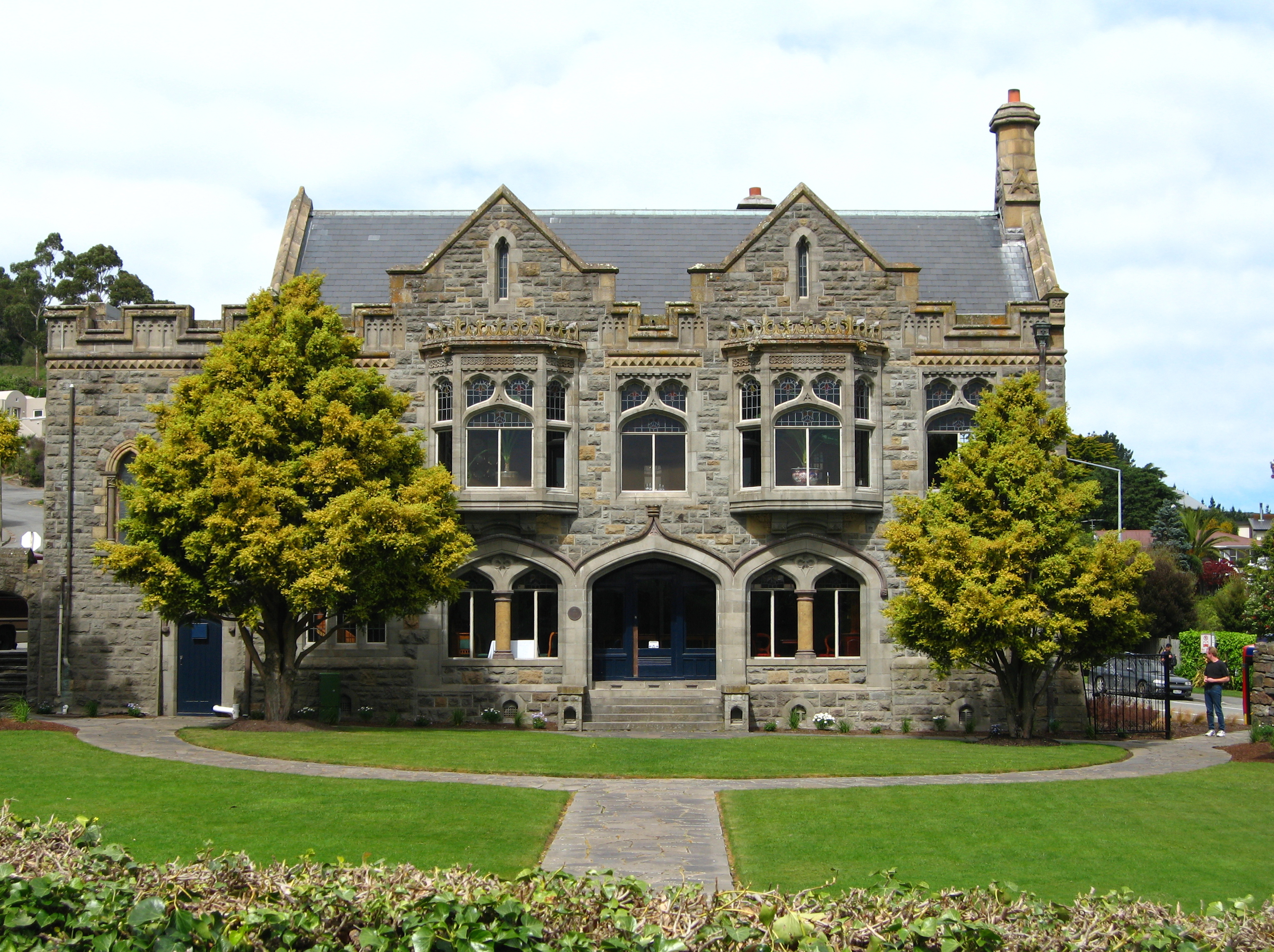
Il Sign of the Takahe

- Sign of the Takahe